# Bồi tích

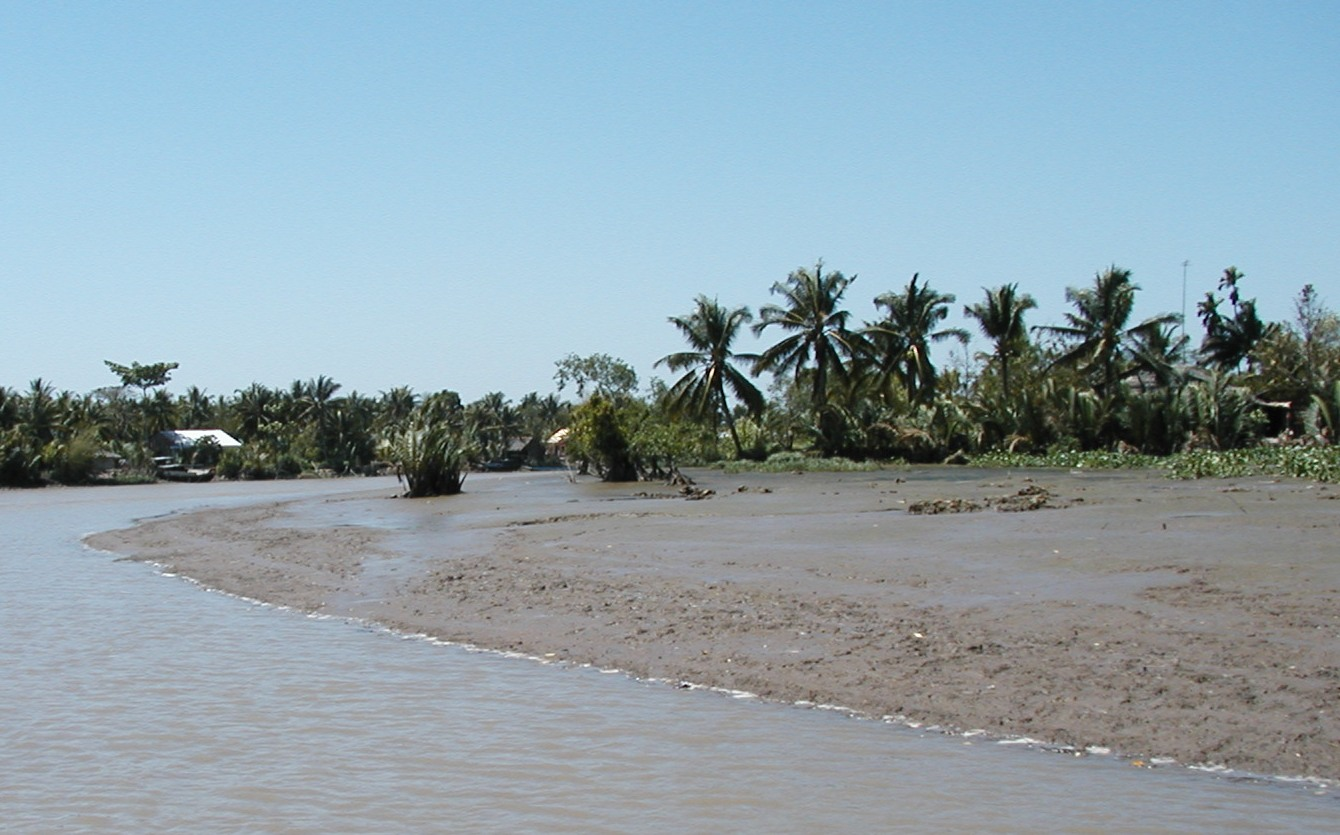
Bồi tích phù sa ở châu thổ Mekong, Việt Nam

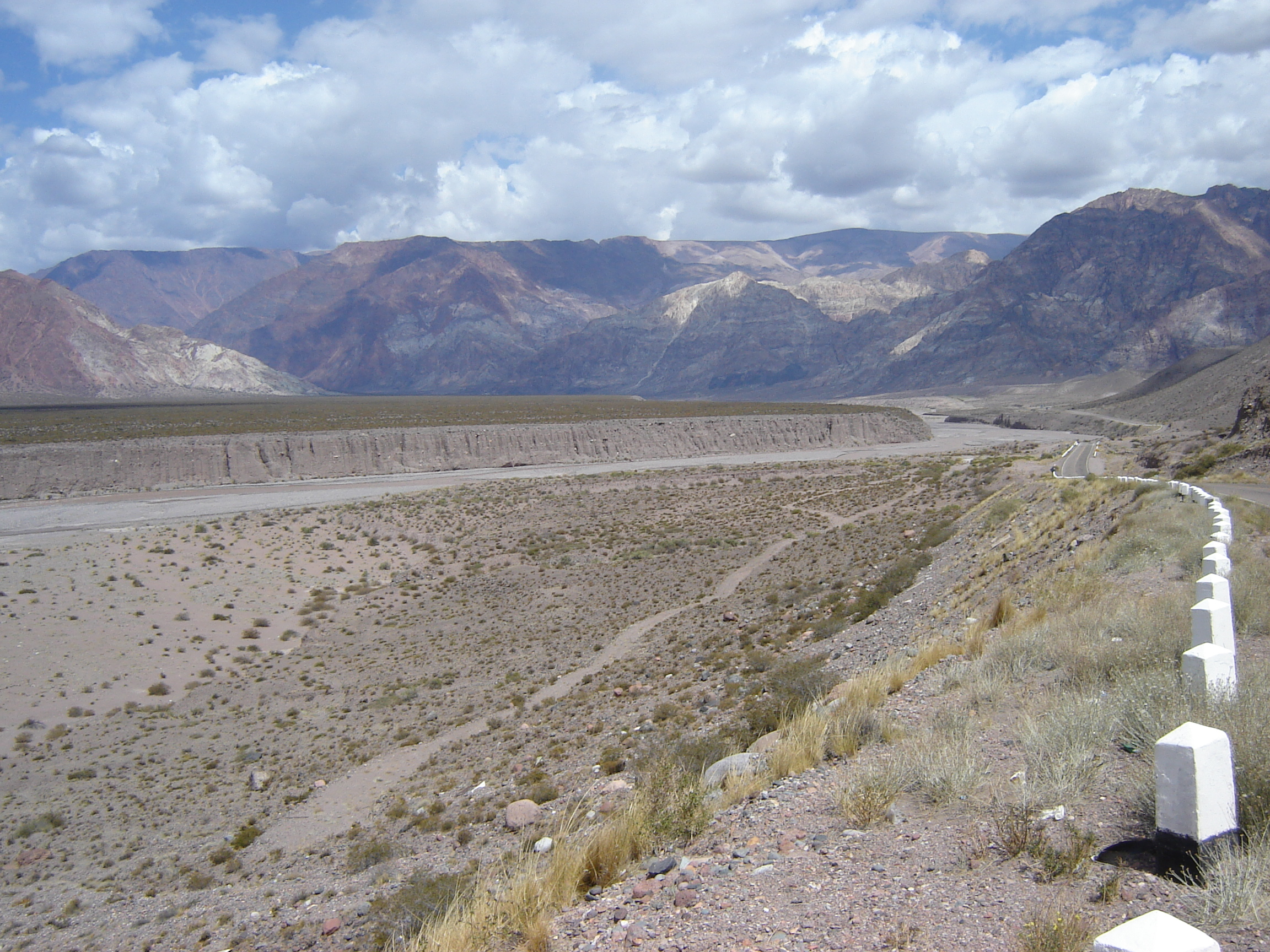
Thung lũng triền sông, do phù sa bồi tụ

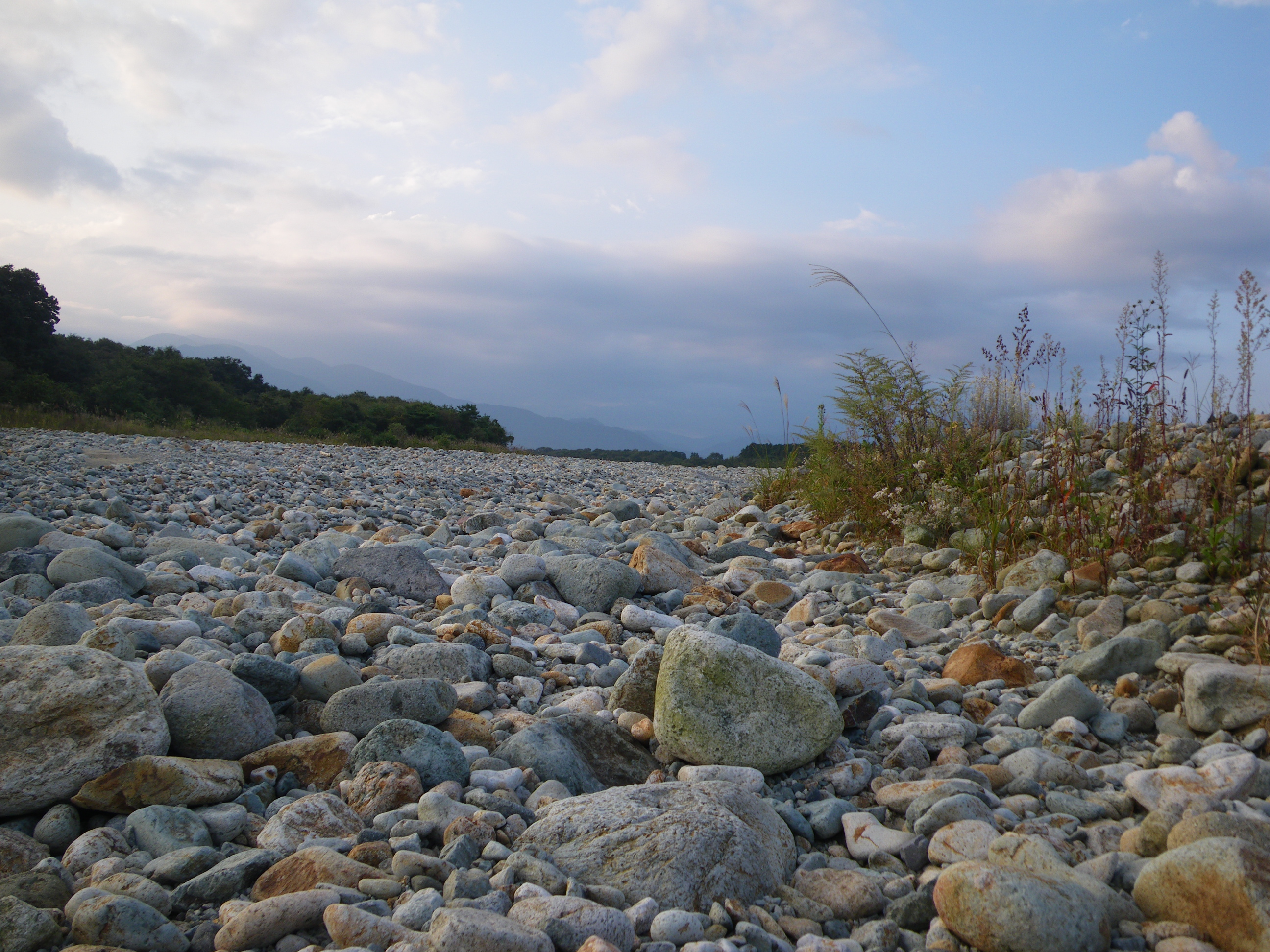
Alluvi ở sông Sabigawa tại Nasunogahara, Tochigi, Nhật Bản

Bồi tích, trầm tích phù sa, trầm tích sông, aluvi (tiếng La tinh gọi là alluvio, nghĩa là đất bồi, phù sa, bồi tích) là các trầm tích, được hình thành, di chuyển và lắng xuống từ các dòng nước thường xuyên và/hoặc tạm thời trong các thung lũng triền sông hay vùng châu thổ .
Bồi tích tạo ra các lòng sông, suối, các bãi bồi và thềm sông của các thung lũng triền sông. Bồi tích đóng vai trò quan trọng trong kết cấu phần lớn các thành hệ trầm tích lục địa.

## Hình thành và di chuyển
Các trầm tích sông được hình thành và di chuyển:
- Trong thời gian có nước lũ hay nước lớn, khi mực nước của các con sông lên cao, nước tràn lên thung lũng triền sông ở cả hai bờ và đất sét, bùn cùng các hạt cát, sỏi nhỏ trầm lắng xuống trên toàn bộ bề mặt của bãi bồi;
- Trong sự dịch chuyển của các đoạn sông uốn khúc và sự tạo thành trầm tích xảy ra sau đó vì các bãi bồi ven lòng sông bị dịch chuyển theo các đoạn uốn cong dọc bờ mé trong của nó.

Thành phần và kết cấu của bồi tích biến đổi đáng kể theo kích thước và chế độ nước của dòng nước, địa hình của nguồn tích nước và các loại đá đã hình thành ra nó.

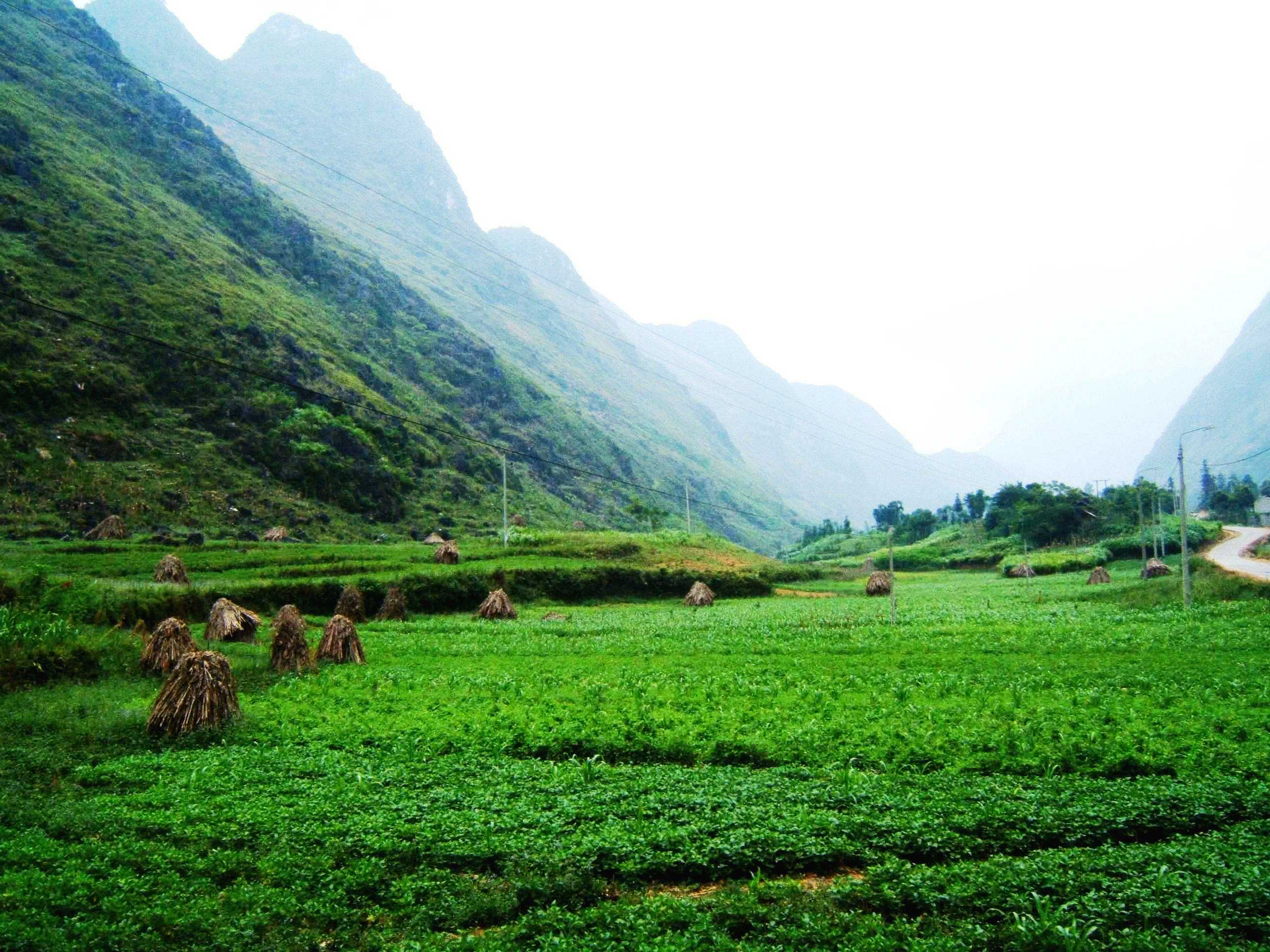
Thung lũng sông cổ ở bản Pả Vi Thượng, tỉnh Hà Giang

Trong bồi tích của các con sông đồng bằng là sự kết hợp có quy luật của:
- Bồi tích lòng sông, được lắng xuống trong lòng bị dịch chuyển của dòng chảy (cát phân lớp xiên và sỏi);
- Bồi tích bãi bồi, được tích lũy ở trên lòng sông trong thời gian nước lũ (chủ yếu là á cát/cát pha và á sét);
- Bồi tích сổ, được trầm lắng xuống trong các lòng sông cổ (chủ yếu là á cát và á sét giàu chất hữu cơ).

Bồi tích của các con sông đồng bằng do đó có thành phần vật chất đồng nhất hơn, các trầm tích hạt mịn như sét, bùn, bột, cát chiếm ưu thế, thường gọi là phù sa hay sa bồi, sự phân lớp xiên thể hiện rõ. Bồi tích sông đồng bằng tạo thành nhiều cánh đồng màu mỡ.
Bồi tích của các con sông suối miền núi chủ yếu là đá tảng, sỏi, sạn và cuội. Các sông, suối chảy theo các khe xói và khe hẻm, làm lắng xuống bồi tích khó phân loại, trong đó rất khó phân định ranh giới giữa các dạng bồi tích lòng sông, bãi bồi và các dạng khác; do vậy thành phần hạt hỗn tạp và tính phân lớp không thể hiện rõ.
Sự dịch chuyển bồi tích đóng vai trò chi phối trong các quy trình lòng sông.
Trong các hệ tầng trầm tích cổ thì bồi tích thường bị xi măng hóa và lắng xuống thành các dạng đất đá vụn và cứng như cuội kết, sa thạch, sét kết (argillit) và các dạng khác. Bồi tích lòng sông gắn liền với sa khoáng của một số kim loại quý như vàng, bạch kim và một vài dạng khoáng vật hữu ích khác, nhất là ở các bãi bồi hoặc thềm sông ở trung du và miền núi. Nó cũng là nơi có các mỏ cát và sỏi cho xây dựng.
Đôi khi người ta cũng gọi tất cả các trầm tích lục địa mới nhất, được tạo ra trong thời kỳ băng hà gần đây (thế Holocen) là bồi tích.